# NGC 7498
NGC 7498 é uma galáxia espiral (Sab) localizada na direcção da constelação de Aquarius. Possui uma declinação de -24° 25' 28" e uma ascensão recta de 23 horas, 09 minutos e 56,0 segundos.
A galáxia NGC 7498 foi descoberta em 24 de Setembro de 1864 por Albert Marth.